# Juin 2003

## Dimanche1erjuin 2003
- Les 2 et 3 juin, à Évian-les-Bains (Haute-Savoie), le sommet du G8 est élargi à onze « pays émergents » dont la Chine, l'Inde et à des États arabes, africains et latino-américains.
- Formule 1 : Grand Prix automobile de Monaco.

## Lundi2 juin 2003
- En France, ouverture devant la Cour d'assises spéciale de Paris du procès des huit membres du commando ayant assassiné le préfet Claude Érignac en Corse.
- Lancement, depuis la base spatiale de Baïkonour (Kazakhstan), de la sonde européenne Mars Express.

## Mardi3 juin 2003
- ACWL à Bercy.
- Indochine à Bercy.

## Mercredi4 juin 2003
- Sommet à Aqaba (Jordanie) entre le président George W. Bush, le premier ministre israélien Ariel Sharon et son homologue palestinien Mahmoud Abbas afin de lancer officiellement la « feuille de route », aussitôt dénoncée par les radicaux palestiniens et les ultrasionistes israéliens.
- Les rebelles du mouvement « Libériens unis pour la réconciliation et la démocratie » lancent une offensive contre la capitale Monrovia au Liberia.

## Jeudi5 juin 2003
- Du 5 au 9 juin, voyage pontifical de Jean-Paul II en Croatie (Dubrovnik, Osijek, Rijeka et Zadar). Il s'agit de son centième voyage pontifical.
  - le 6, à Dubrovnik, le pape procède à la cérémonie de béatification de Marja de Jésus crucifié (1892-1966), fondatrice d'un ordre religieux.
  - le 7, à Osijek, messe pontificale avec les Hongrois et les Serbes.

## Vendredi6 juin 2003
- Arrivée à Bunia (Ituri) des premiers éléments de la Force multinationale intérimaire d'urgence envoyée par l'Union européenne, sous commandement français, en République démocratique du Congo (RDC).

## Samedi7 juin 2003
- Attentat suicide, près de Kaboul (Afghanistan), contre un bus transportant des militaires allemands de la Force internationale d'assistance et de sécurité (FIAS) : 4 soldats tués.
- En Pologne, du 7 au 8 juin, référendum polonais sur l'adhésion à l'Union européenne : 41,4 % d'abstention et 78,3 % de « oui ».

## Dimanche8 juin 2003
- 3 palestiniens tuent 4 soldats israéliens, avant d'être eux-mêmes abattus à Erez, au nord de la bande de Gaza. 7 palestiniens sont tués dont un responsable du Hamas.
- Tsahal effectue immédiatement un raid de représailles sur Gaza. 7 palestiniens sont tués dont un responsable du Hamas.
- Le secrétaire d'État Colin Powell, appelle les Iraniens à faire pression sur leurs dirigeants pour qu'ils abandonnent le « soutien au terrorisme » et leur « capacité à produire des armes nucléaires ».
- Du 8 au 9 juin, second tour des élections locales en Italie, confirmant la victoire de l'opposition de centre-gauche : 7 provinces sur 12 lui reviennent.

## Lundi9 juin 2003
- Les soldats français commencent à évacuer les ressortissants étrangers à Monrovia au Liberia.

## Mardi10 juin 2003
- En France, nouvelle journée de mobilisation contre la réforme des retraites, alors que s'ouvre le débat à l'Assemblée nationale.
- Tsahal effectue à Gaza un raid de représailles à l'attaque du 8 juin. Abdelaziz al-Rantassi, numéro 2 du Hamas est légèrement blessé et 3 palestiniens sont tués.
- Début des manifestations à Téhéran pour réclamer un changement du régime. Condoleezza Rice met en garde l'Iran contre « la poursuite de programmes d'armes de destruction massive ». Les manifestations prendront de l'ampleur dans les jours suivants.

## Mercredi11 juin 2003
- Attentat suicide par un kamikaze de 18 ans, contre un autobus à Jérusalem-Ouest : 17 personnes sont tuées.

## Jeudi12 juin 2003
- Le premier ministre Tony Blair abolit au Royaume-Uni la fonction de lord chancelier, vieille de 1398 ans.

## Vendredi13 juin 2003
- En France :
  - Dans l'affaire Alègre, Dominique Baudis met en cause Jean-Michel Baylet, patron de la Dépêche du Midi et dénonce à nouveau une machination.

- Après 15 mois de travaux et de tensions, la Convention sur l'avenir de l'Europe, présidée par Valéry Giscard d'Estaing, adopte un projet de Constitution, qui sera officiellement présenté, lors du prochain sommet de l'Union européenne à Thessalonique.
- En Tchéquie, du 13 au 14 juin, référendum tchèque sur l'adhésion à l'Union européenne : 44,8 % d'abstention et 77,3 % de oui.

## Samedi14 juin 2003
- En France, inauguration du 45e salon aéronautique du Bourget qui se tient jusqu'au 22 juin.
- En Irak, les troupes américaines lancent, au nord de Bagdad, l'opération Scorpion du désert dont le résultat est l'arrestation de près d'un millier de partisans du régime déchu en deux semaines.
- Arrivée au Proche-Orient de l'envoyé spécial américain John Wolf.
- Départ de la soixante et onzième édition des 24 Heures du Mans.

## Dimanche15 juin 2003
- En France, plusieurs dizaines de milliers de personnes manifestent à Paris, contre les grèves et la dictature syndicale.
- Taiwan : les autorités annoncent 5 nouveaux cas de SRAS portant le nombre total de cas à 699[1].
- Croatie : du 15 au 20 juin, se tient à Dubrovnik un colloque sur le développement durable, avec les énergies au centre de la question.
- Formule 1 : Grand Prix automobile du Canada.
- 24 Heures du Mans : les 24 Heures sont enlevées par l'écurie Bentley.

## Lundi16 juin 2003
- En France, au salon aéronautique du Bourget, Airbus annonce avoir décroché un contrat historique de 12,5 milliards de dollars avec la compagnie Emirates.
- En Irak, arrestation de Hamid Mahmoud al-Tikriti, secrétaire particulier de Saddam Hussein.

## Mardi17 juin 2003
- En France, 165 membres de l'Organisation des moudjahiddines du peuple iranien (OMPI, mouvement d'opposition au régime de Téhéran), soupçonnés par les pouvoirs publics de préparer des « actions terroristes », sont arrêtés dans les Yvelines et dans le Val-d'Oise. Un important mouvement de protestation démarre dans la communauté.
- Au Liberia, accord de cessez-le-feu signé à Accra (Ghana), rompu dès le 24 juin.

## Mercredi18 juin 2003
- En France :
  - Dans l'affaire du sang contaminé, la Cour de cassation confirme le non-lieu général, prononcé par la cour d'appel de Paris le 4 juillet 2002.
  - Dans l'affaire du Crédit lyonnais, le tribunal correctionnel de Paris relaxe Jean-Claude Trichet, levant ainsi le dernier obstacle à la nomination de celui-ci à la présidence de la Banque centrale européenne (BCE).
  - À la suite de la rafle du 17 juin, en Île-de-France, contre les membres de l'OMPI, trois personnes tentent de s'immoler par le feu.
- Dans la nuit du 18 au 19 juin, l'armée américaine détruit un convoi qui s'apprêtait à passer d'Irak en Syrie et dans lequel aurait pu se trouver des dignitaires de l'ancien régime de Saddam Hussein.

## Jeudi19 juin 2003
- En France, une femme qui s'était immolée la veille par le feu en signe de protestation contre l'arrestation le 17 juin des membres de l'OMPI, meurt de ses brûlures.
- Du 19 au 21 juin à Thessalonique (Grèce), sommet des 25 pays membres actuels et futurs de l'Union européenne. Au cours du sommet, le projet de Constitution européenne élaboré par la Convention présidée par Valéry Giscard d'Estaing, est qualifié de « bonne base de départ ». Décision des 25 de créer une structure commune contre l'immigration clandestine.
- Russie : Début de l’affaire Ioukos avec l’arrestation d'Alexeï Pitchougine, chef de ses services de sécurité, accusé de deux meurtres et d’une tentative de meurtre en 1998.
- Iran : L'Agence internationale de l'énergie atomique (AIEA) exhorte le gouvernement iranien de « signer et de mettre en œuvre, rapidement et sans condition, un protocole additionnel » au Traité de non-prolifération (TNP), permettant des inspections surprises.

## Vendredi20 juin 2003
- Visite du secrétaire d'État américain Colin Powell à Jérusalem et à Jéricho. Il exhorte Ariel Sharon et Mahmoud Abbas à conclure un premier accord de sécurité.

## Samedi21 juin 2003
- En France : 
  - 22e édition de la Fête de la musique : mis à part des débordements sporadiques, tout s'est bien déroulé malgré une chaleur caniculaire. Comme d'habitude, tous les styles de musiques se sont côtoyés jusque tard dans la nuit.
  - À la suite de la rafle du 17 juin contre les membres de l'Organisation des moudjahiddines du peuple iranien, 17 personnes sont mises en examen et écrouées, dont Maryam Radjavi, épouse du chef du mouvement. Celle-ci est libérée le 3 juillet après une grève de la faim de nombreux partisans.
  - En visite en Corse pour soutenir le oui au référendum du 6 juillet, le premier ministre Jean-Pierre Raffarin et le ministre de l'Intérieur Nicolas Sarkozy, sont vivement pris à partie à l'aéroport de Bastia Poretta, par une centaine d'opposants à la réforme des retraites.
- En Irak, un sabotage endommage l'oléoduc stratégique reliant les gisements pétroliers du nord du pays à ceux du sud et au port de Mina al-Bakr dans le golfe arabo-persique.
- Du 21 au 23 juin, Forum économique à Chouneh (Jordanie), consacré essentiellement à l'avenir de la région après la deuxième guerre contre l'Irak.
- Abdallah Kawasmeh, numéro un du Hamas est tué à Hébron lors d'une opération ciblée de l'armée israélienne.

## Dimanche22 juin 2003
- En France :
  - Interpellation spectaculaire du leader altermondialiste José Bové (élu en 2009 député européen au poste de vice-président de la commission Agriculture et développement rural) à son domicile de Potensac (Larzac, Aveyron). Il est conduit directement, en hélicoptère, à la maison d'arrêt de Villeneuve-lès-Maguelone (Hérault), où il doit purger une peine de 10 mois de prison pour arrachage de riz et de maïs transgéniques au sein du mouvement des Faucheurs volontaires.
  - Fête du cinéma.
- Visite de Jean-Paul II à Banja Luka (Bosnie serbe) lors de laquelle il appelle au pardon réciproque pour les massacres d'hier et à la conciliation.[Messe de béatification du laïc croate Ivan Merz (1896-1928).

## Lundi23 juin 2003
- Cuba : 50 ressortissants cubains ont été condamnés à de lourdes peines d’emprisonnement pour « travail de concert avec une puissance étrangère dans l’objectif d’ébranler le Gouvernement cubain ».
- En France, à l'occasion du 275e anniversaire de la franc-maçonnerie, le président Jacques Chirac reçoit au Palais de l'Élysée, les grands maîtres des différentes obédiences maçonniques.
- L'Organisation mondiale de la santé (OMS), lève l'alerte au SRAS à Hong Kong.
- Un sabotage endommage un oléoduc dans l'ouest de l'Irak.
- Dans la nuit du 23 au 24 juin, rafle de l'armée israélienne contre la Hamas en Cisjordanie : 150 arrestations.
- Deux arrêts de la Cour suprême des États-Unis, relatifs à la discrimination positive en faveur des minorités raciales pour l'admission dans les universités : Grutter v. Bollinger et Gratz v. Bollinger. Les universités peuvent prendre en compte, parmi d'autres critères, la race de l'étudiant, afin de favoriser la diversité de leurs étudiants (Grutter). Ces systèmes doivent cependant être limités. Un système qui, de fait, conduit à l'admission de tout postulant minimalement qualifié du seul fait de sa race est inconstitutionnel (Gratz). La décision qui continue à considérer que les critères raciaux, utilisés en faveur des minorités, ne sont pas systématiquement inconstitutionnels va à l'encontre de souhaits exprimés auparavant par le président George W. Bush. Il avait souhaité que les universités (en l'espèce, l'université du Michigan) trouvent des critères d'admission continuant à favoriser la diversité de leurs étudiants, sans recourir directement à la race comme critère.

## Mardi24 juin 2003
- Du 24 au 28 juin, visite d'État du président Vladimir Poutine en Angleterre. Il s'agit de la première visite d'un chef d'État russe depuis celle du tsar Alexandre II en 1874.
- L'Organisation mondiale de la santé (OMS) lève l'alerte au SRAS sur Pékin.
- 6 soldats britanniques sont tués près de Bassorah en Irak.

## Mercredi25 juin 2003
- En France, le Prix des Intellectuels indépendants 2003 est attribué, à Brigitte Bardot pour son livre Un cri dans le silence.

## Jeudi26 juin 2003
- En France, mort du milieu de terrain camerounais, Marc-Vivien Foé, pendant le match de la demi-finale de la Coupe des confédérations opposant le Cameroun à la Colombie, à Lyon.
- Les ministres de l'Agriculture de l'Union européenne, réunis à Luxembourg, concluent un accord de compromis sur la réforme de la politique agricole commune (PAC) ouvrant la voie à un nouveau système de subventions.
- Aux États-Unis :
  - Arrêt Lawrence v. Texas de la Cour suprême des États-Unis, relatif aux relations sexuelles entre adultes consentants du même sexe. Annulant sa jurisprudence antérieure (Bowers v. Hardwick, 1986), la cour déclare que le droit des adultes consentants à avoir des relations homosexuelles en privé est protégé par la constitution, abrogeant de fait les lois de divers États pénalisant l'homosexualité.
  - Arrêt Nike v. Kasky de la Cour suprême des États-Unis. La cour refuse pour le moment d'intervenir dans les poursuites menées devant les tribunaux de l'État de Californie contre le fabricant d'articles de sport Nike. Nike est attaqué pour des déclarations prétendument fausse sur les conditions de travail chez ses sous-traitants dans le tiers monde. La question légale, si la fausseté des déclarations était avérée, est de savoir si les déclarations bénéficient de la protection du Premier amendement de la Constitution des États-Unis, qui garantit la liberté d'expression. Le refus est motivé par des raisons d'opportunité, il est probable que la Cour suprême accepte de se saisir de l'affaire en appel une fois le procès devant la justice de Californie mené à son terme.
  - Arrêt Wiggins v. Smith de la Cour suprême des États-Unis. L'arrêt est conforme à la tendance récente de la cour en faveur des droits de la défense, en particulier dans les affaires de peine de mort, à l'opposé de sa jurisprudence des années 1980 et 1990. Les avocats de Wiggins, jugé coupable de meurtre, n'avait pas cherché à faire reconnaître au jury chargé de prononcer la sentence les circonstances atténuantes découlant de l'enfance particulièrement difficile de Wiggins, et de ses capacités mentales réduites, et Wiggins avait été condamné à mort. La défense est jugée déraisonnablement insuffisante, et le verdict est cassé.

## Vendredi27 juin 2003
- Accord sur le remplacement des troupes israéliennes, dans le nord de la bande de Gaza par les services de sécurité de l'Autorité palestinienne
- Dernier vol, non commercial, d'un Concorde d'Air France, entre Roissy et Toulouse

## Samedi28 juin 2003
- En France, le médiatique procureur de la République Éric de Montgolfier révèle dans une interview au journal Le Monde que la Chancellerie lui avait proposé d'être promu au poste d'avocat général à Versailles contre l'obtention de sa démission. Une promotion-sanction que l'intéressé a refusé.
- Jean-Paul II, dans son exhortation apostolique Ecclesia in Europa, lance un cri d'alarme contre l'abandon de la culture chrétienne en Europe.
- Visite de la conseillère du président américain pour la sécurité nationale, Condoleezza Rice, au Proche-Orient.
- Après huit ans et demi d'interruption, à la suite de la prise d'otage d'un Airbus par un commando du GIA, Air France reprend ses vols vers l'Algérie.

## Dimanche29 juin 2003
- Les troupes américaines lancent, au nord de Bagdad (Irak), l'opération Crotale du désert dont l'objectif est « la capture des partisans de l'ancien régime de Saddam Hussein ».
- Au Proche-Orient, les principales organisations palestiniennes, dont le Hamas et le Jihad islamique, annoncent une trêve des opérations anti-israéliennes (attentats).

## Lundi30 juin 2003
- Tsahal évacue le nord de la bande de Gaza.

## Naissances
- 1er juin : Emjay Anthony, acteur américain
- 2 juin : Sofus Berger, footballeur danois
- 3 juin : Oliver Alfonsi, footballeur suédois
- 4 juin : Yerson Chacón, footballeur vénézuélien
- 6 juin : Marcelo Morales, footballeur chilien
- 12 juin : Elias Jelert, footballeur danois
- 17 juin : 
  - Brian Gutiérrez, footballeur américain
  - Patrycja Waszczuk, joueuse d'échecs polonaise
- 20 juin : 
  - Marc Pubill, footballeur espagnol
  - Zeina Sharaf, gymnaste égyptienne
  - Patrik Vydra, footballeur tchèque
- 25 juin : Joey Alexander, pianiste et enfant prodige indonésien
- 26 juin : Maurits Kjærgaard, footballeur danois
- 28 juin : Brandon Aguilera, footballeur costaricien

## Décès
- 12 juin : Gregory Peck, acteur américain, à l'âge de 87 ans.
- 13 juin : Guy Lux, pionnier et célèbre animateur de la télévision française, à l'âge de 83 ans.
- 29 juin : Katharine Hepburn, actrice américaine, à l'âge de 96 ans.